# Sándor Károlyi (Violinist)
Sándor Károlyi (* 24. September 1931 in Budapest; † 12. August 2022 in Frankfurt am Main) war ein ungarisch-deutscher Geiger, Konzertmeister und Hochschullehrer.

## Leben und Wirken
Károlyi studierte an der Budapester Franz-Liszt-Musikakademie und am Königlichen Konservatorium Brüssel, unter anderem bei Ede Zathureczky, André Gertler, Leó Weiner und Antal Molnár. Sein Studium schloss er mit dem Virtuosen-Diplom mit Auszeichnung ab. Er war Preisträger internationaler Wettbewerbe in Genf (1947), Budapest (1948), Darmstadt (1952) und London (1953). 1959 gewann er den ersten Preis beim Prix Henri Vieuxtemps.
1956 wurde Károlyi unter der Leitung von Georg Solti als Konzertmeister des Frankfurter Opern- und Museumsorchesters an die Oper Frankfurt engagiert und war dort in dieser Position über 40 Jahre lang tätig. Zudem wirkte er als Konzertmeister im Orchester der Philharmonischen Gesellschaft Frankfurt unter der Leitung von Helmut Steinbach und  war Mitglied der Deutschen Bachsolisten.
Als Solist konzertierte Károlyi zum Beispiel für die BBC, in der Alten Oper Frankfurt sowie im Rahmen von Fernseh-Auftritten in Deutschland, Australien, Japan und auf den Philippinen. Als Kammermusiker wirkte er in verschiedenen Formationen. Mit seiner Frau, der Pianistin Suzanne Godefroid, bildete er ein Duo. Zudem war er Primarius des Károlyi Quartett und Mitglied des Consortium Classicum.
Károlyi lehrte als Professor an der Hochschule für Musik und Darstellende Kunst Frankfurt und unterrichtete an der Akademie für Tonkunst in Darmstadt.
Er spielte auf einer Violine des italienischen Geigenbauers Giovanni Battista Guadagnini (gebaut etwa zwischen 1745 und 1749), der sogenannten „ex-Károlyi“ Guadagnini, die er wahrscheinlich um 1962 beim Budapester Geigenbauer László Reményi erworben hatte.
Sándor Károlyi lebte in Frankfurt-Eschersheim. Er starb im August 2022 und wurde auf dem Frankfurter Hauptfriedhof beerdigt (Gewann H, Nr. 296).

## Notenherausgaben
- Orchesterstudien Violine. Mahler Sinfonie Nr. 1–10. Musikverlag Zimmermann, Frankfurt am Main 1989, ISBN 9790010242200.

## Diskografie (Auswahl)
- Max Reger: Bläserkammermusik. Mit Werner Richter, Flöte; Wendelin Gärtner, Klarinette; Hans Eurich, Viola; Richard Laugs, Klavier (Da Camera Magna; 1967)
- Ludwig van Beethoven: Septett in Es-Dur op. 20. Mit dem Consortium Classicum (ORYX; 1969)
- Max Reger: Serenade in d major op. 77 a, String Trio in D minor op. 141 b. Mit Werner Richter, Flöte; Hans Eurich, Viola; Uwe Zipperling, Cello (Musical Heritage Society; 1972)
- Paul Hindemith: 4 Violinsonaten. Mit Werner Hoppstock, Klavier (Da Camera Magna; 1984)
- Max Reger: Kammermusik Gesamtaufnahme Vol. 11. Sonate für Violine und Klavier Nr. 4 op. 72, Kleine Sonate für Violine und Klavier Nr. 2 Op. 103b. Mit Suzanne Godefroid, Klavier (Da Camera Magna; 1998)
- Friedrich Kuhlau: Chamber Music with Flute. Mit Werner Richter, Henner Eppel, Elisabeth Noske, Michael Loeckle (Flöten), Hans Eurich, Jörg Heyer (Viola), Werner Thomas (Cello) (Musical Heritage Society MHS 1787; o. J.)
- Max Reger: Klaviertrio e-Moll op. 102. Mit Uwe Zipperling, Cello; Werner Hoppstock, Klavier (Musical Heritage Society MHS 1321; o. J.)
- Paul Hindemith: Klarinettenquintett / Quartett für Klarinette, Violine, Cello und Klavier. Mit Dieter Klöcker, Klarinette; Peter Halmi, Violine, Maria Gädeke, Viola; Felix Weber, Cello; Werner Genuit, Klavier (Da Camera Magna SM 92714; o. J.)